# معركة التل 86
كانت معركة التل 86 اشتباكاً عسكرياً بين جيش الاحتلال الإسرائيلي والجيش المصري كجزء من عملية حوريب، وكانت في الفترة بين 22 و23 ديسمبر 1948، وكانت أول معركة في العملية. بدأ الإسرائيليون القتال في المعركة؛ بالإضافة إلى غارة متزامنة على قرية عبسان الفلسطينية بمصاحبة قصف جوي وبحري للشريط الساحلي، على أمل خداع المصريين للاعتقاد بأن العملية القادمة ستكون لعزل القوات المصرية في غزة.
استولت الكتيبة 13 من لواء جولاني على التل ليلة 23 ديسمبر، لكن الظروف الجوية حالت دون وصول التعزيزات بالإمدادات الأساسية. فقام المصريون بالهجوم المضاد في الصباح، وانسحب الإسرائيليون بعد فقد أكثر من 40 قتيلًا وجريحًا.

## خلفية تاريخية
بدأت المرحلة الثالثة والأخيرة من الحرب العربية الإسرائيلية عام 1948 في 15 أكتوبر 1948، عندما شنت إسرائيل عملية يوآف على الجبهة الجنوبية. كان ذلك جزءاً من خطة فولك برنادوت الثانية لتقسيم فلسطين، والتي دعت إلى أن تكون صحراء النقب بأكملها جزءاً من الدولة العربية، على عكس خطة التقسيم لعام 1947. بينما حقق الإسرائيليون مكاسب تكتيكية واستراتيجية كبيرة في عملية يوآف، تغير الوضع السياسي قليلاً، فكانت مصر تتباطأ في محادثات الهدنة المقترحة، وتخشى الحكومة الإسرائيلية من أن خطة برنادوت لا تزال ذات أهمية على المستوى الدولي. لذلك انطلقت عملية حوريب في الجنوب بهدف طرد جميع القوات المصرية من حدود إسرائيل بشكل نهائي.
كان من المقرر أن يكون التوجه الرئيسي للعملية جهتي الجنوب والشرق بالنسبة للجبهة الجنوبية، بهدف هو عزل الجناح الشرقي للجيش المصري عن معظم قواته في فلسطين بشكل مبدي. ولتسهيل المهمة، قررت القيادة الإسرائيلية تحويل انتباه المصريين من خلال شن هجوم على تمركز قواتهم الرئيسي في ما يعرف اليوم بقطاع غزة. والتل 86 يُعد موقع استراتيجي هام، يقع على بُعد 2 كيلومتر (1.2 ميل) شرق الطريق الساحلي والسكك الحديدية الساحلية، واختارته القوات الإسرائيلية كهدف.

## الغارة على عبسان
قبل المسيرة إلى التل 86؛ والتي كانت بحد ذاتها هجوماً لتحويل مسار الأحداث؛ قام الإسرائيليون بعمليات تحويل أخرى لتسهيل الاستيلاء على التل على شكل قصف عنيف للشريط الساحلي بواسطة مدافع عيار 75 ملم  وغارة على قرية عبسان العربية التي تبعد حوالي 5 كيلومتر (3.1 ميل) جنوب شرق خان يونس. كانت عبسان منطقة انطلاق للقوات المصرية في معارك عملية عساف.
تألفت القوة الإسرائيلية من عدة عربات مصفحة وناقلات جند مصفحة للمشاة. وقد غادروا الساعة 02:00 يوم 23 ديسمبر، واستولوا على القرية بسرعة. ومع ذلك، انسحب المصريون إلى موقع مضاد للدبابات في الغرب، ولم يكن الإسرائيليون على علم بهذا الموقف، وتم إيقاف تشغيل سيارتين على الأقل عند اقترابهما. وقُتل قائد الغارة الإسرائيلي، فتراجع الباقون تحت ستار من الدخان.

## المعركة
في ليلة 22-23 كانون الأول (ديسمبر) ، غادرت الكتيبة 13 لواء غولاني قاعدتها في محلة شعوت المجاورة ووصلت إلى تل 112. تركوا أسلحة ثقيلة مثل 3 قذائف هاون ومدافع مضادة للدبابات على التل واستمروا في اتجاه الشمال الغربي باتجاه التل 86. وتعرض الإسرائيليون لقصف مدفعي أسفر عن إصابة عدد من الجنود ، وإن لم يتضح ما إذا كانوا قد تم اكتشافهم أو إطلاق النيران بشكل عشوائي. واجهت الوحدة صعوبة في العثور على وجهتها في حالة من الارتباك ، لكنها مع ذلك تمكنت من مفاجأة المصريين تمامًا عندما عثروا عليها ، واستولوا على المركز.
في غضون ذلك ، انطلقت وحدة الدعم التي كانت تمتلك المدافع الثقيلة لتعزيز المشاة. واجهت مشاكل لوجستية في وادي سلقا ، الذي كان مليئا بالمياه في هذا الوقت من العام ، وكان محاطًا بالأوساخ والرمال المتحركة. بالإضافة إلى ذلك ، قصفت المدفعية المصرية المنطقة. أُجبرت التعزيزات على ترك الكثير من عتادهم وراءهم وتخصيص وحدة لإعادتها إلى القاعدة.
ورد المصريون بإطلاق النار من درباط الشيخ حمودة على بعد 200 متر (220 يارد) إلى الجنوب. اعترض الإسرائيليون قافلة مصرية تتحرك من الشمال إلى الجنوب واستخدمت أسلحتها في الدفاع اللاحق عن الموقع. في الساعة 06:00 يوم 23 ديسمبر، بدأوا هجومهم المضاد الرئيسي ، والذي يتكون من حوالي عشرين دبابة، وأربع عربات مدرعة مزودة بقاذفات اللهب، وسريتي مشاة. جاء الهجوم من الشمال والغرب والجنوب، ولكن تم صده من قبل الإسرائيليين، الذين افتقروا إلى الأسلحة المضادة للدبابات المناسبة ، استخدموا أربعة PIATs (جهاز عرض ، مشاة، مضاد للدبابات) بحوزتهم. أصيب القائد المصري لواء المشاة العاشر العميد محمد نجيب، الذي أصبح فيما بعد رئيسًا لمصر، بجروح خطيرة في صدره وأعلن وفاته، لكنه تمكن من التعافي.
حتى الظهر بقيت المشاة المصرية على مسافة حوالي 150 متر (160 يارد) أو أكثر من التل وكانت العربات المدرعة فقط هي التي شنت هجمات مباشرة. عندما بدأ المشاة في التقدم، أصبح وضع الكتيبة الإسرائيلية مترديًا. كانت الذخيرة على وشك النفاد، وقد قُتل أو جُرح معظم المسعفين ومشغلي PIAT، ولم تعمل أجهزة الاتصالات ولم يكن هناك دعم مدفعي. ومع ذلك استمر الموقف، ولكن بعد توقف هطول الأمطار دخلت قاذفات اللهب المصرية في المعركة. كانت هذه هي المرة الأولى التي يستخدمون فيها مثل هذا السلاح. أصيب أحدهم بنيران صديقة، لكن مع ذلك تمكنوا من إلحاق أضرار جسيمة بالإسرائيليين.
بعد تدمير السيارة المدرعة تراجع المصريون لإعادة التنظيم وشنت القوات الإسرائيلية المتبقية هجومًا مضادًا نهائيًا مع جولة PIAT المتبقية. ومع ذلك خلال الهجوم اكتشفوا أن المصريين لديهم احتياطي تشغيلي كبير من المركبات المدرعة التي سيكون من المستحيل تدميرها. بدأت الكتيبة الثالثة عشرة في التراجع دون تنظيم أو نظام مما أدى إلى فقدان العديد من الأرواح في هذه العملية. وقتل الضابط الإسرائيلي الذي شغل منصب نائب قائد الكتيبة 13 أثناء القتال وغادر في الميدان، وقتل 12 إسرائيليا آخرين وجرح 35 وجرح عدد قليل  تم التقاطها.

## ما بعد المعركة
على الرغم من الخسائر الفادحة والفشل الذي لحق بالقوات الإسرائيلية، اعتبر أنه قد تم تحقيق الهدف الاستراتيجي للعملية، باعتبار أن المصريين ركزوا انتباههم على ممر غزة، معتقدين أن الإسرائيليين كانوا يعتزمون عزل مقر فرقهم هناك. عندما فتش المصريون جثة القائد الإسرائيلي القتيل، وجدوا وثائق تتعلق بالهجوم، لم تناقش على نطاق أوسع، وهذا عزز اعتقادهم بأن الهدف كان فصل القوات في غزة. وقد كتب كتب ضابط مصري عن ذلك:
«كان الهدف الإسرائيلي من الاستيلاء على الموقع واضحاً: فصل وتدمير القوة الاستكشافية في غزة وبالتالي تكرار مأساة الفلوجة. الاستيلاء على هذا الموقع يعني إخلاء أجزاء واسعة من الجبهة، كما كان الحال عندما هاجم اليهود موقعاً ذو أهمية مماثلة في منطقة بيت حانون. وفي جميع اعتداءاتهم الأخيرة، قام اليهود بمضايقة تقاطعات المواصلات بهدف فصل الجيش المصري وتشتيته في كل اتجاه. كان هذا أيضاً هدفهم في معركة التل 86.»
في عملية حوريب، واصل الإسرائيليون الاستيلاء على بئر عسلوج وعوجا الحفير، وقطعوا الجناح الشرقي لقوة الاستكشاف المصرية، قبل أن يغامروا بدخول شبه جزيرة سيناء، حيث اتخذوا عدداً من المواقع الرئيسية هناك.